# Barraca dels Soldats (Queralbs)
La Barraca dels Soldats és una barraca de pedra seca de Queralbs (Ripollès) inclosa a l'Inventari del Patrimoni Arquitectònic de Catalunya.

## Descripció
Restes d'una construcció de planta rectangular i unes dimensions aproximades de 12,5?m x 6 me (eix llarg amb orientació nord-sud). Està ubicat prop del coll d'Eina, a uns 2570 m. La seva ubicació és a el vessant de solana de la carena anomenada "pla de les Barraques", a un quilòmetre just del coll d'Eina (lloc fronterer amb la Vall d'Eina).
L'estructura que presenta és la d'un espai rectangular amb tres espais interns separats per petits murs.